# 宝木中阳
宝木中阳（1988年4月2日—），本名宋明，中国大陆配音演员、配音导演，光合积木成员之一，毕业于中国传媒大学南广学院。配音作品有动画《搞笑漫画日和》（同人配音）、《我叫白小飞》，电视剧《瑯琊榜》，游戏《古剑奇谭 琴心剑魄今何在》、《仙剑奇侠传五》等。
加入光合积木之前，宝木中阳为中央人民广播电台工作，担任文艺之声《天下奇谈》的节目主持人，主持的节目曾被评选为中央台优秀节目播音类一等奖。

## 配音作品

### 电视剧
2013年
- 《笑傲江湖》劳德诺（程诚 饰）
- 《紫钗奇缘》崔长空（刘冠麟 饰）
- 《像火花像蝴蝶》宋家瑞（陈龙 饰）、山本（张峻鸣 饰）
- 《新神探联盟》老王（李全友 饰）、老布（王侃伟 饰）

2014年
- 《古剑奇谭》紫胤真人（张智尧 饰）
- 《神雕侠侣》陆冠英（羿坤 饰）
- 《武媚娘传奇》李泰（任山 饰）
- 《镖门》谢还（刘端端 饰）
- 《火线英雄》刘振邦（张静东 饰）
- 《妻子的秘密》江大成（钱志 饰）
- 《拐个皇帝回现代》老白（廖崇儒 饰）、萧宝卷（阿诺 饰）

2015年
- 《琅琊榜》萧景桓（黄维德 饰）
- 《秦时明月》盖聂（陆毅 饰）
- 《班淑传奇》忠叔（汤镇业 饰）
- 《云中歌》于安（刘冠翔 饰）
- 《少年四大名捕》燕赵（钱泳辰 饰）
- 《极品新娘》唐有铨（陈锐 饰）
- 《活色生香》宁昊天（张智尧 饰）
- 《伪装者》陈炳（姚力烨 饰）高木（松浦敬之 饰）
- 《绝命追踪》朝香宫鸠彦（宋达民 饰）
- 《盗墓笔记》鲁国公（卢星宇 饰）
- 《灵魂摆渡2》林医生（蔡子伦 饰）
- 《无心法师》白琉璃（Mike 饰）
- 《仙剑客栈》重楼（刘帅良 饰）
- 《男神执事团》权教授（马睿 饰）

2016年
- 《女医明妃传》于东阳（吕梁 饰）
- 《青云志》道玄（何中华 饰）、周一仙（赵立新 饰）
- 《幻城》冰王（邵兵 饰）
- 《苏染染追夫记》苏毓（陈木易 饰）
- 《半妖倾城》聂如风（王茂蕾 饰）、周公子（韩立 饰）
- 《美人为馅》宁队长（周云深 饰）、林教授（包云飞 饰）
- 《校花的贴身高手2》冯天龙（刘克勉 饰）
- 《异能家庭》高语（张本煜 饰）
- 《东方战场》旁白
- 《西涯侠》鹦鹉

2017年
- 《大唐荣耀》李白（王九胜 饰）
- 《剃刀边缘》姜鹏宇（印小天 饰）
- 《很纯很暧昧》杨大海（罗鸣 饰）
- 《热血长安》杜梁园（李玉龙 饰）

### 电影

#### 国产片
2011年
- 《战国》庞涓（吴镇宇饰）

### 动画
網絡同人配音時期
- 搞笑漫画日和之《西游记:旅途的终点》旁白、唐僧
- 搞笑漫画日和之《平田的世界》平田真悲剧平男
- 搞笑漫画日和之《圣德太子的愉快木造建筑》圣德太子、旁白、人鱼
- 搞笑漫画日和之《家庭教师》骗子
- 搞笑漫画日和之《温暖人心的东北之旅·勇往直前》曾良
- 搞笑漫画日和中文配音第六弹《贴纸》电视
- 搞笑漫画日和中文配音第七弹《圣德一星期》圣德太子
- 搞笑漫画日和中文配音第八弹《奥之细道》曾良

2011年
- 《我叫MT》春节贺岁片《胸毛传》大爷
- 《罗小黑战记》二云、秃贝
- 《洛克王国之圣龙骑士》库伦
- 《魁拔之十万火急》狄秋
- 《乐高幻影忍者》（美）科尔

2012年
- 《十万个冷笑话》李靖、猎人、老汉、鳥不拉屎大王
- 《魔角侦探之大三角计划》蓝十字
- 《神秘世界历险记》鸡老二
- 《魁拔之大战元泱界》狄秋

2013年
- 《菊花笑典之有神么》城管真二郎、李靖、剑圣
- 《尸兄》白小飞
- 《洛克王国之圣龙的心愿》库伦
- 《新大头儿子和小头爸爸》棉花糖爸爸

2014年
- 《不可能恋爱》旁白
- 《熊猫手札》孔雀王
- 《神秘世界历险记2》狐大师
- 《魁拔之战神崛起》狄秋
- 《新大头儿子小头爸爸之秘密计划》比赛主持人
- 《沃土》（法）萨鲁

2015年
- 《我叫白小飞》白小飞
- 《雏蜂》李乔恩、飞虎队队长
- 《端脑》老师、死神
- 《狐妖小红娘》沙狐国王、紅中、西門吹沙
- 《黑白无双》类
- 《桂宝之爆笑闯宇宙》阿芹爸
- 《王子与108煞》西门上下
- 《圣诞大赢家》管家
- 《血型君》（日）AB型君

2016年
- 《从前有座灵剑山》岳云
- 《镇魂街》鬼符三通
- 《灵域》李牧
- 《魔晶猎人》迦叶
- 《时空使徒》弥天咎
- 《超神学院之黑甲》阿托、邦德、刘东
- 《侍灵演武》周仓
- 《茅山小道士》茅大师
- 《图腾领域》夺心极
- 《大鱼海棠》句芒
- 《神秘世界历险记3》王大山
- 《火影忍者：博人传》（日）猿飞木叶丸
- 《名侦探柯南：纯黑的噩梦》（日）赤井秀一

2017年
- 《銀之守墓人》鐵墓真
- 《全职高手》韩文清
- 《槍神記》蒼言、管家（齊藤，第13-24集）、系統Q
- 《开封奇谈》盧方
- 《少年锦衣卫》石尧山
- 《萤火奇兵》苍狼
- 《神明之胄》雷恩
- 《宇宙警探》（日）雷恩
- 《精灵宝可梦：波尔凯尼恩与机巧的玛机雅娜》（日）贾维斯

2018年
- 《非人哉》敖烈
- 《名侦探柯南》（日）赤井秀一
- 《暮光幻影》盧克·鮑恩

2019年
- ONE PIECE STAMPEDE（日）喬拉可爾·密佛格,尤斯塔斯·基德

2020年
- 《廚神小當家》亞刊

2021年
- 《名偵探柯南：緋色的彈丸》（日）赤井秀一
- 《兩不疑》三皇叔

2022年
《哆啦A夢：大雄的宇宙小戰爭 2021》（日）德拉哥鲁鲁

### 游戏

#### 单机游戏
- 《古剑奇谭》紫胤真人、风三水、许进其
- 《古剑奇谭二》瞳、紫胤真人、金砖
- 《仙剑奇侠传五》皇甫卓
- 《仙剑奇侠传五前传》皇甫一鸣
- 《仙剑奇侠传六》顾寒江
- 《轩辕剑六》祝官、旁白
- 《轩辕剑外传：穹之扉》茂叔
- 《新剑侠传奇》不愁不喜、向三稻
- 《真·三國無雙8》魏延、遊戲旁白
- 《仙劍奇俠傳七》哈占

#### 网络游戏
- 《神话》龙王
- 《倩女幽魂2》霍击蒙
- 《笑傲江湖OL》劳德诺
- 《剑网3》宋森雪
- 《天下3》无尘子
- 《无尽战区》小丑
- 《反恐行动》白小飞
- 《Dota2》敌法师
- 《幻想神域》利维坦

#### 手机游戏
- 《新仙剑奇侠传》韩医仙、镇狱明王
- 《古剑奇谭一》紫胤
- 《轩辕剑三》慧彦
- 《倩女幽魂》燕赤霞
- 《大话西游》祭剑魂
- 《剑网3》谢云流
- 《天下》剑圣
- 《血族》拉斯特
- 《倚天屠龙记》少林
- 《梦间集》真武剑
- 《妖恋奇谭》嘲风
- 《青云志》道玄
- 《熹妃传》诸葛亮
- 《十里桃花》夜华
- 《龙族幻想》源稚生
- 《食物語》鼎湖上素、普茶料理

### 有声作品

#### 广播剧
- 《怒放》旁白、赵强
- 《芈月传》旁白
- 《开封奇谈》旁白﹑盧方
- 《阴阳师·斗法》源博雅
- 《传奇编年史·攻沙》全部角色
- 《魔道祖師》藍啟仁
- 《AWM》赖华
- 《將進酒》咸德帝、費盛

#### 有声小说
- 《一厘米的阳光》季成阳
- 《我在回忆里等你》姚起云
- 《山月不知心底事》叶骞泽
- 《了不起的盖茨比》

#### 有声漫画
- 《寻找克洛托》森原
- 《龙王传说》邙天

### 参演网络剧
- 《西涯侠》金复来

## 涉及事件
2023年3月17日，吼浪工作室发布声明，表示公司自2021年起被宋明、王雪及外部人员姜广涛、宋扬实施重大侵害，在多次沟通无果后选择报警处理，以上四位涉案人均以涉嫌刑事犯罪被公安和检察机关处理。公司正式宣布与以上犯罪嫌疑人解除所有层面的合作关系并且追究其全部责任，公司旗下与以上人等相关的项目已基本完成善后工作，未尽事宜也将在近期完成。